# Рузалия апа
Рузалия апа, Рузалия Гарифуллина (тат. Рузалия апа Гарифуллина) — татарская певица. С татарского «Рузалия апа» переводится как «Тётя Рузалия».
Продюсер — Жаудат Гильманов (тат. Җәүдәт Гыйльманов), племянник певицы.
Профессиональной певицей стала в 72 года с выпуском альбома танцевальной музыки «Ruza», совместно с DJ Rabbah. На песню «Йөрүзән» (с тат. — «Юрюзань») был снят клип.
Рузалия апа выпустила два альбома: «Ruza» (2007) и «Котлы булсын, матур булсын» (2008).

## «Ruza» (2007)
Альбом «Ruza» (рус. Руза) — танцевальные ремиксы на народные песни.
1. Йөрүзән (с тат. — «Юрюзань»)
2. Күбәләгем (с тат. — «Бабочка моя»)
3. Зәңгәр күлмәк (с тат. — «Голубое платье»)
4. Мәк чәчәге (с тат. — «Маковый цветок») (Җиде йолдыз)[что?]
5. Күгәрчен (с тат. — «Голубь»)
6. Матур булсын (с тат. — «Пусть будет красиво»)
7. Бөрлегән (с тат. — «Костяника»)
8. Сарман (с тат. — «Сарманово»)
9. Ай былбылым (с тат. — «Ай соловей мой»)
10. Наласа (с тат. — «Наласа»)
11. Сибелә чәчем (с тат. — «Распускаются волосы мои»)

## «Котлы булсын, матур булсын» (2008)
Альбом «Котлы булсын, матур булсын» (с тат. — «Пусть будет здо́рово, пусть будет красиво») — народные песни под гармонь и два бонусных трека с DJ Rabbah.
1. Сарман буйларында (с тат. — «Вдоль Сармана»)
2. Су буйлап (с тат. — «По воде»)
3. Талы-талы (с тат. — «Ива-ивушка»)
4. Туй җыры (с тат. — «Свадебная песня»)
5. Йөрүзән (с тат. — «Юрюзань»)
6. Зәңгәр күзләр (с тат. — «Голубые глаза»)
7. Дим-дим
8. Сибелә чәчем (с тат. — «Распускаются волосы мои»)
9. Ай былбылым (с тат. — «Ай соловей мой»)
10. Ал Зәйнәбем (с тат. — «Моя румяная Зайнаб»)
11. Бөрлегән (с тат. — «Костяника»)
12. Фазыл чишмәсе (с тат. — «Фазылов родник»)
13. Кыр үрдәге (с тат. — «Дикая утка»)
14. Күбәләгем (с тат. — «Бабочка моя»)
15. Күгәрчен (с тат. — «Голубь»)
16. Мәк чәчәге (с тат. — «Маковый цветок»)
17. Мәтрүшкәләр (с тат. — «Душица»)
18. Наласа авылы җыры (с тат. — «Песня деревни Наласа»)
19. Матур булсын (с тат. — «Пусть будет красиво»)
20. Рузалия апа & DJ Rabbah — Йөрүзән (bonus)
21. Рузалия апа & DJ Rabbah — Наласа авылы җыры (bonus)

## Конкурсы и интервью
Рузалия апа участвовала в международном этническом фестивале Крутушка (Казань, 21—24 августа 2009 года), на II международном телефестивале песни «Җиде йолдыз» (с тат. — «Семь звёзд»).
2 ноября 2007 года в 159 выпуске передачи «Истории в деталях» на телеканале СТС вышел сюжет о Рузалии Гарифуллиной.